# 110-я танковая дивизия (СССР)
110-я танковая дивизия — воинское соединение Вооружённых сил СССР в Великой Отечественной войне.

## История дивизии
Сформирована в июле 1941 года в Московском военном округе на базе 51-й танковой дивизии. В действующей армии с июля 1941 по август 1941.
С 15 июля 1941 года принимала участие в боевых действиях на Западном фронте. 18 июля нанесла удар в направлении Духовщины против немецкой 7-й танковой дивизии с целью выхода к Смоленску и деблокады окружённых армий. После ожесточённых боев была выведена в резерв. Затем вела бои на Западном фронте, занимала оборону на рубеже Осташков, Ельцы,  Зубовка, Тишина.
Расформирована в Ржеве 1 сентября 1941 года: на её базе сформированы 141-я и 142-я танковые бригады.

## Подчинение
| Дата                   | Фронт (округ)         | Армия      | Корпус (группа) | Примечания                                    |
| ---------------------- | --------------------- | ---------- | --------------- | --------------------------------------------- |
| с 15 июля 1941 года    | Фронт резервных армий | 31-я армия |                 |                                               |
| 01 августа 1941 года   | Резервный фронт       | 31-я армия |                 |                                               |
| c 03 августа 1941 года |                       | 31-я армия |                 | В непосредственном подчинении Наркома обороны |

## Состав
- 220-й танковый полк: командир полковник Юдин П. А.
- 221-й танковый полк
- 110-й мотострелковый полк
- 110-й артиллерийский полк
- 110-й разведывательный батальон
- 110-й отдельный зенитно-артиллерийский дивизион
- 110-й отдельный батальон связи
- 110-й автотранспортный батальон
- 110-й ремонтно-восстановительный батальон
- 110-й понтонно-мостовой батальон
- 110-й медико-санитарный батальон
- 110-я рота регулирования
- 110-й полевой автохлебозавод
- ??-я полевая почтовая станция
- ??-я полевая касса Госбанка
- 27 мотострелковый полк
- 142 танковый полк
- 104 мотострелковый полк

## Командование дивизии
Командир дивизии
- Чернов, Пётр Георгиевич (15 июля — 1 сентября 1941), полковник

Военный комиссар
- Широков, Виктор Прокофьевич (июль — 1 сентября 1941), полковой комиссар

Заместитель по строевой части
- Арман, Поль Матисович (июль — 1 сентября 1941), полковник[1]